# Odilia Yoni
Odilia Noumpoua Congo, née Yoni, est une actrice burkinabè née le 13 mars 1952 à Fada N'Gourma. 
Plus connue sous le nom de « Mme M'Ba Bouanga », Odilia est l’une des actrices les plus appréciées dans son pays. Elle incarne le rôle d’épouse de son binôme Hyppolyte Ouangraoua dit « M'Ba Bouanga », d’où son surnom.

## Biographie
Née d’une famille d'artistes, Odilia Yoni est secrétaire à la Direction générale des Éditions Sidwaya. Sa carrière d’artiste-comédienne  débute en 1966 à l’occasion de la fête de fin d’année de l’école primaire de la Mission catholique de Koupèla. Elle exerce ensuite dans le groupe théâtral « Atelier du Théâtre Burkinabé » (ATB) de Prosper Kompaoré. Sa carrière l’a amenée à séjourner à Rio au Brésil, à Bruxelles en Belgique, à Paris en France, etc. Elle a été décorée Chevalier de l'Ordre de Mérite – Agrafe Cinéma.

### Enfance et Etude
Née à Fada N'gourma d’un père fonctionnaire, elle va parcourir une grande partie du pays dès l’enfance avec son géniteur au gré des affectations. Odilia fait son école primaire dans plusieurs localités du pays.
Titulaire d’un Brevet d’Etude du Premier Cycle vers les années 70,  Odilia Yonli intègre la Fonction publique burkinabè comme agent de bureau en 1977. D’abord au sein du ministère chargé de l’Administration territoriale puis au département chargé de l’information et de la culture.

## Filmographie
- 1996 : Buud Yam du réalisateur Gaston Kaboré[2]
- 1997 : Vénégré de la réalisatrice Henriette Ilboudo[3]
- 2001 : La mariée était barbue de la réalisatrice Valérie Kaboré[4]
- 2001 : Bintou de la réalisatrice Fanta Régina Nacro[5]
- 2001 : Scène de Ménage de la réalisatrice Montandi Ouoba[6]
- 2003 : La Nuit de la vérité de la réalisatrice Fanta Régina Nacro[7]
- 2005 : Trois hommes, un village de joviale production[8] réalisé par Issa Traoré de Brahima et Idrissa Ouédraogo[9]
- 2005 : Dossier brûlant du producteur Boubakar Diallo[10]
- 2006 : L'or des Younga du producteur Boubakar Diallo[11]
- 2005 : Le monde est un ballet du metteur en scène Issa Traoré[12]
- 2005 : Les Enfants de la Guerre du réalisateur Adama Rouamba[13]
- 2007 : Predator du réalisateur Lucas Belveau[14],
- 2007 : Wiibdo ou sacrilège du réalisateur Aboubacar Zida dit "Sidnaba"[15]
- 2007 : Mogo-Puissant de Boubakar Diallo[16]
- 2008 : Sam le caïd de Boubakar Diallo[17]
- 2005 : Cœur de lion du réalisateur Boubakar Diallo[18]
- 2010 : Trois femmes, un village[19] de la réalisatrice Aminata Diallo Glez
- 2011 : Julie et Roméo de Boubakar Diallo[20]
- 2013 : Deux maris ou polyandre de Boubacar Zida dit Sidnaba[21]
- 2015 : Le neveu de l'homme fort[22] de Adama Rouamba
- 2018 : La folie du millionnaire[23] de Oumar Dagnon

### Prix et Distinctions
- Odilia Yonli a été décorée en 2006 lors de la Semaine nationale de la culture (SNC) et a également reçu 5 prix.
- En marge de la 28e édition du Festival panafricain du cinéma et de la télévision (FESPACO) Odilia Yonli a été faite officier de l’ordre du mérite des arts, des lettres et de la communication avec agrafe cinématographie.